# Mia Frisk
Maria Charlotta Elisabeth Frisk, känd som Mia Frisk, under en tid Andersson, ursprungligen Arvidsson, född 14 januari 1969 i Risinge församling i Östergötlands län, är en svensk politiker för Kristdemokraterna.
Mia Frisk växte upp i samhället Sonstorps bruk utanför Finspång i Östergötland. Efter avlagd gymnasiekompetens genom Komvux läste hon på universitet. 1998 blev hon ombudsman för Kristdemokraterna i Jönköpings län.
Hon är verksam som politiker i Region Jönköpings län där hon var regionstyrelsens ordförande 2019–2022. Efter att ett nytt styre utan Kristdemokraternas medverkan tillträtt efter valet 2022 är hon sedan januari 2023 regionstyrelsens andre vice ordförande och oppositionsråd. Hon blev ledamot av Sveriges Kommuner och Landstings sjukvårdsdelegation 2015. 
Mia Frisk gifte sig 1988 med Håkan Andersson (född 1966) och efter flera år som gifta antog de namnet Frisk. Paret har tre barn tillsammans, födda 1988, 1990 och 1992.